# Codalet
Codalet er en by og kommune i departementet Pyrénées-Orientales i Sydfrankrig.

## Geografi
Codalet ligger 45 km vest for Perpignan. Nærmeste by er mod nord Prades (1 km).

## Demografi

### Udvikling i folketal
| 1962                                                              | 1968 | 1975 | 1982 | 1990 | 1999 | 2007 | 2015 | 2017 |
| ----------------------------------------------------------------- | ---- | ---- | ---- | ---- | ---- | ---- | ---- | ---- |
| 296                                                               | 252  | 316  | 311  | 329  | 359  | 389  | 380  | 386  |
| Tal fra og med 1962 er uden dobbelttælling (sans doubles comptes) |      |      |      |      |      |      |      |      |